# Британска лира
Вижте пояснителната страница за други значения на Лира.
Британската лира (на английски: Pound Sterling, наричана още паунд, фунт, лира стерлинга, фунт стерлинг) е паричната единица на Обединеното кралство Великобритания и Северна Ирландия.
Други използвани имена: лира стерлинг (също стерлинг, стърлинг), фунт стерлинг, паунд стерлинг (на английски: pound sterling), лира (от латински: libra), фунт (рус. от нем. pfund). В миналото е преобладавало названието лира или лира стерлинга, също и фунт.
Международният код на валутата по ISO 4217 е GBP (англ. Great Britain Pound). Най-често използваният символ за валутата е £, (или по-рядко просто „L“). В миналото се е използвал и символът „/“. Символът „L“ идва от древноримската мярка за тежест либра, (конкретно римската либра), „libra“, която дава и наименованието на паричната единица (паунд или фунт).

## История
Английската парична система се свързва с Каролингския фунт, създаден по времето на Карл Велики, и се запазва в почти неизменен вид чак до 1971 г., когато се преминава към десетичната бройна система (т.нар. децимализация). Дотогава фунтът стерлинг се дели на 20 шилинга от по 12 пенса – съответно на 240 пенса. Понякога тази система се нарича съкратено l.s.d., £.s.d. или £sd по първите букви в названията на съответните древноримски парични и тегловни единици: libra (либра), solidus (солид), denarius (денарий), които в империята на Карл Велики и съседните държави стават фунт (лира в Италия, ливра във Франция), шилинг (солдо в Италия, сол във Франция, суелдо в Испания, солидос във Византийската империя) и динар (денаро в Италия, пфениг в Германия, пени в Англия, дение във Франция).

## Обращение
Валутата на всички територии, зависими от Великобритания, и на повечето британски отвъдморски територии е или лирата, или местната валута, която е фиксирана към лирата. Това са Джърси, Гърнзи, остров Ман, Фолкландските острови, Гибралтар, Южна Джорджия и Южните Сандвичеви острови и Света Елена, Възнесение и Тристан да Куня.
Някои британски отвъдморски територии имат местна валута, която е обвързана с щатския долар или новозеландския долар. Суверенните бази Акротири и Декелия (в Кипър) използват еврото.